# Diprotodon
Diprotodon – wymarły rodzaj ssaka z rodziny Diprotodontidae. Największy torbacz w historii Ziemi. Był wielkości dzisiejszego nosorożca białego. Prowadził podobny tryb życia do hipopotama. Szkielety tych zwierząt zostały odkryte w słonych glinach australijskiego jeziora Callabona.
Żył na terenie Australii od 1,6 mln do ok. 40 tys. lat temu, tj. przez większość plejstocenu.
Zamieszkiwał otwarty las, śródleśne polany i łąki, prawdopodobnie pozostając w pobliżu wody. Żywił się liśćmi, krzewami i trawami. Osiągał ok. 2 metrów wysokości i ok. 3 m długości ważył ok. 3 ton. Najbliższymi żyjącymi krewniakami są wombat i koala.

## Etymologia
- Diprotodon: gr. δι- di- „podwójny”, od δις dis „dwa razy”, od δυο duo „dwa”; πρωτος prōtos „pierwszy”; οδους odous, οδοντος odontos „ząb”[3].
- Diarcodon: gr. δι- di- „podwójny”, od δις dis „dwa razy”, od δυο duo „dwa”[4]; łac. arcus „łuk”[5]; οδους odous, οδοντος odontos „ząb”[6]. Gatunek typowy: Diarcodon parvus Stephenson, 1963 (= Diprotodon optatum R. Owen, 1838).
- optatus: łac. optatus „pożądany, wybrany”, od optare „wybierać, pożądać”[7].